# Maybachstraße 26 (Magdeburg)

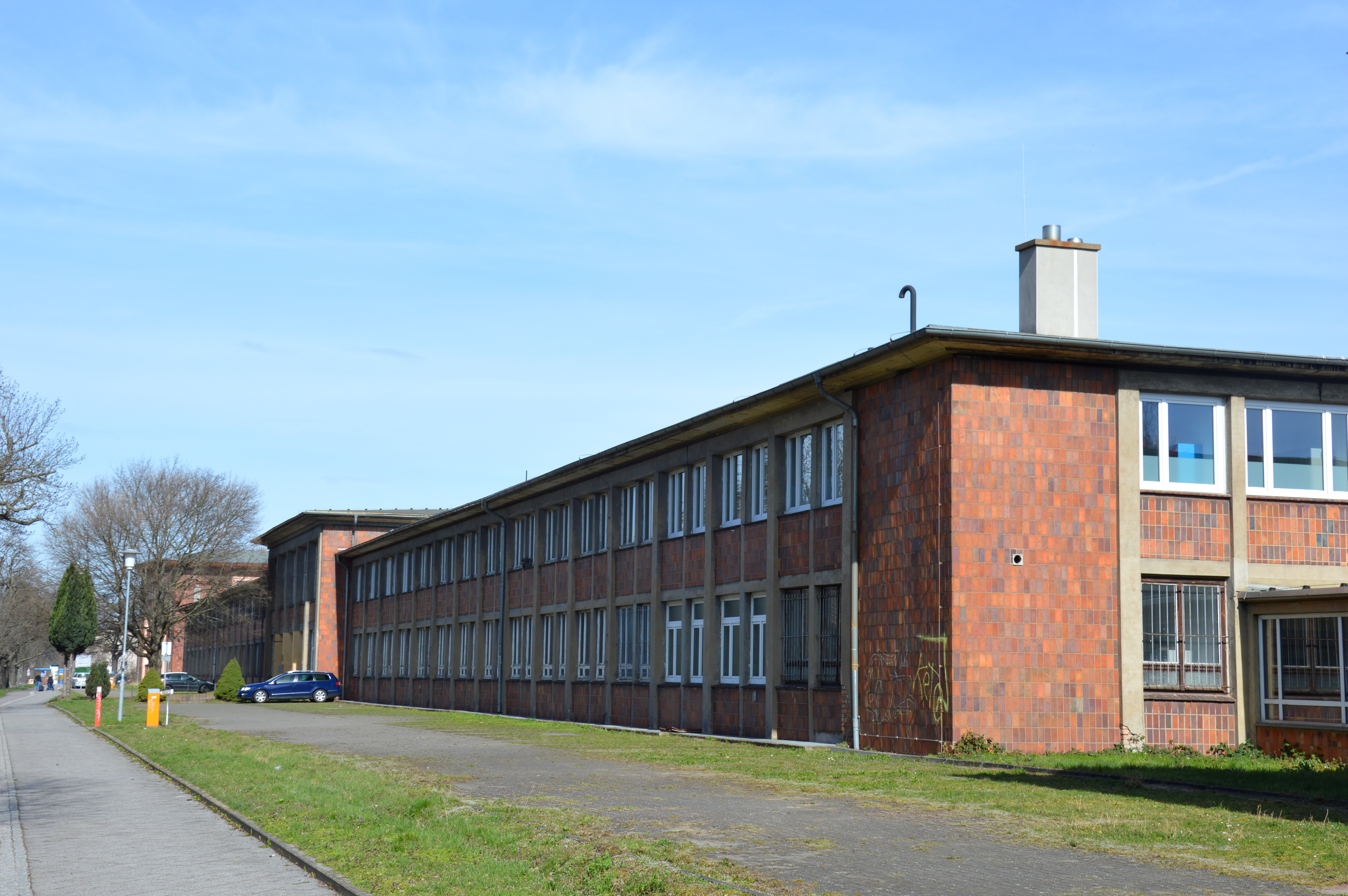
Verwaltungsgebäude Maybachstraße 26

Das Haus Maybachstraße 26 ist ein denkmalgeschütztes Verwaltungs- und Werkstattgebäude in Magdeburg in Sachsen-Anhalt.

## Lage
Es befindet sich im Magdeburger Stadtteil Altstadt auf der Ostseite der Maybachstraße im Bereich der durch Magdeburg verlaufenden Eisenbahnstrecken, unweit des Hauptbahnhof Magdeburg. Es ist Teil des Bahngeländes und im Besitz der DB InfraGO, die dort unter anderem ein Lehrstellwerk betreibt.

## Architektur und Geschichte
Das zweigeschossige Gebäude entstand in den 1950er Jahren als Bestandteil des Signal- und Fernmeldewerks (Sfw) Magdeburg (ab den 1980er Jahren Anlagenbau Sicherungs-, Fernmelde- und Prozessautomatisierungstechnik – ASFP genannt) der damaligen Deutschen Reichsbahn, wobei die Formensprache des Bauens der 1950er Jahre aufgenommen wurde. Zum Teil finden sich Angaben die eine Entstehung in den 1960er Jahren vermuten. Es ist Bestandteil eines nach Osten zu den Eisenbahnstrecken hin offenem Gelände der Bahn. Bis etwa zum Jahr 2000 befanden sich dort Güterschuppen, die aber schon lange anderen Zwecken dienten. Der Bau beinhaltete Werkstätten, darunter eine Lehrwerkstatt, sowie Büros und zieht sich entlang der Maybachstraße langgestreckt hin. Die Mitte des Hauses wird von einem markanten Mittelrisaliten eingenommen, in dem sich eine Tordurchfahrt befindet. Die Fassade ist als Rasterfassade mit stehenden Fenstern und in Form von Lisenen gestalteten Vorlagen ausgebildet.
Südlich des Gebäudes steht eine rechtwinklig zum Haus angeordnete Werkstatthalle, die durch einen verglasten Gang mit dem Verwaltungsgebäude verbunden ist. Auch an der Nordseite befindet sich ein rechtwinklig angeordnetes Gebäude mit Werkstätten im Erdgeschoss und Büros im 1. und 2. Obergeschoss. Dieser auf rechteckigem Grundriss errichtet Bau ist dreigeschossig und verfügt über eine Laderampe. Die Stahlbetonskelett-Konstruktion ist mit einer Verblendung aus hochkant stehenden, terrakottafarbenen Ziegeln versehen.
Die Bauten sind mit deutlich vorkragenden Flachdächern gedeckt.
Im örtlichen Denkmalverzeichnis ist das Verwaltungsgebäude unter der Erfassungsnummer 094 18269 als Baudenkmal verzeichnet.
Das Gebäude gilt als das Straßenbild dominierend als städtebaulich bedeutend.
Der Gebäudekomplex wurde in den Jahren 2020 bis 2024 saniert.